# Аллахьяров, Анвар Эдуардович
Анвар Эдуардович Аллахьяров (лезг. Аллахьиярин Энвер Эдуран хва, 5 октября 2000, Ахтынский район, Дагестан, Россия) — российский борец греко-римского стиля, бронзовый призёр Чемпионата Европы 2024 года и призёр чемпионатов России.

## Спортивная карьера
Является уроженцем села Ахты Ахтынского района. Борьбой начал заниматься в республиканской школе греко-римской борьбы в Махачкале . Далее стал выступать за зеленоградскую спортшколу №111. В 2016 году стал серебряным призёром чемпионата Европы среди кадетов. Далее стал выступать за химкинское УОР. В августе 2019 года выиграл чемпионат мира среди юниоров. В сентябре 2020 года стал победителем молодёжного чемпионата России. В ноябре 2020 года стал серебряным призёром Гран-При Москвы. В январе 2021 года стал серебряным призёром чемпионата России. В ноябре 2021 года в Белграде, одолев в финале иранца Мехди Мохсеннеджада, одержал победу на чемпионате мира среди спортсменов до 23 лет. Представляет два региона Московскую область и Приморский край. В феврале 2024 года стал бронзовым медалистом чемпионата Европы в Бухаресте (Румыния).

## Основные достижения
- Чемпионат России по греко-римской борьбе 2019 — ;
- Чемпионат России по греко-римской борьбе 2021 — ;
- Чемпионат Европы по борьбе U23 2021 — ;
- Чемпионат мира по борьбе U23 2021 — ;
- Чемпионат России по греко-римской борьбе 2022 — ;
- Игры стран СНГ 2023 — ;
- Чемпионат Европы по борьбе 2024 — ;
- Чемпионат России по греко-римской борьбе 2025 — ;

## Личная жизнь
Есть брат-близнец — Январ.